# SNOW (アプリケーション)
SNOW（スノー）とは、ネイバーの子会社、Snow Corporationが提供するスマートフォンアプリ。かつては同じくネイバーの子会社、キャンプモバイルが提供していた。

## 概要
スマートフォンのカメラで自撮りし、顔認証システムを利用して半自動的に加工・合成することを主な目的としたアプリケーション。ネイバーの子会社、キャンプモバイルより2015年9月にリリースされた。日本のアプリケーションストアでは同年11月4日に提供を開始。
2016年8月1日にSnow Corporationが設立、現在は同社からアプリケーションが提供されている。同社はネイバーとLINEから出資を受けており、グループ企業ではあるもののキャンプモバイルからは独立している。
中学生・高校生を中心とした若い世代の女性から特に人気を集めており、2016年5月にApp Storeの無料アプリケーションランキングで1位に立ったほか、ニールセン デジタルの2017年1月時点での調査によれば、408万人のユーザーのうち半数以上の54%（およそ220万人）が34歳以下の女性であった。
カメラに写された顔をリアルタイムで認識し、自動で動物やキャラクターのイラストを輪郭や顔のパーツに合わせて装飾する機能や、一緒に写っている人と顔を交換する（入れ替える）機能などがあり、ITライターの鈴木朋子は、このよう撮影の過程を楽しめる工夫がなされていることが、SNOWの魅力であると分析している。この画像認識には香港のAIベンチャー商湯科技が協力している。